# شاتل فضایی
شاتل فضایی (به انگلیسی: Space Shuttle)، نخستین فضاپیمای قابل استفاده مجدد در جهان بود که اولین بار در سال ۱۹۸۱ پرتاب شد. سه بخش اصلی آن مدارگرد، موتورهای تقویت‌کننده و مخزن خارجی سوخت بودند. ویژگی اصلی شاتل این بود که مهم‌ترین جزء آن، یعنی مدارگرد، می‌توانست به دفعات متعدد به فضا پرتاب شود و روی زمین فرود بیاید. کاشی‌های سرامیکی مقاوم در برابر حرارت که روی بدنه مدارگرد شاتل قرار داشتند، مانع از سوختن آن هنگام عبور از جو زمین می‌شدند.

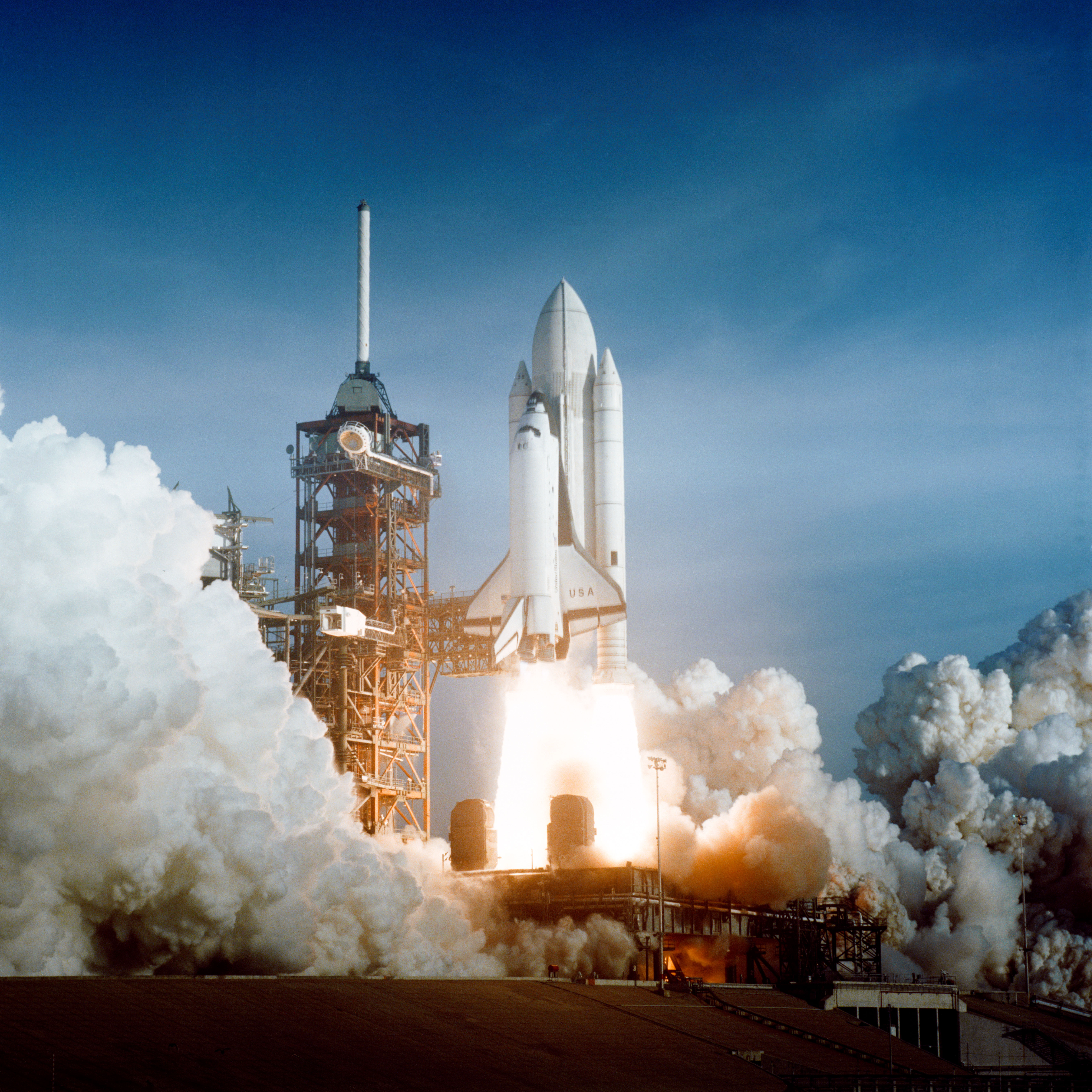
شاتل فضایی کلمبیا

پس از فضاپیمای مرکوری، جمینی و فضاپیمای آپولو (که بر روی ماه فرود آمد)، آمریکایی‌ها به دنبال ساخت فضاپیماهای رفت و برگشتی و با قابلیت استفاده مجدد رفتند و به این ترتیب، شاتل‌های فضایی ساخته شدند. شاتل‌ها تا ۷ سرنشین و ۲۵ تن تجهیزات را در خود جای می‌دادند و زمان طولانی‌تری را در مدار زمین به سر می‌بردند. آن‌ها همچنین به یک بازوی روباتیک مجهز بودند که به کمک آن می‌توانستند ماهواره‌ها را به دام انداخته، اقدام‌های لازم را برای تعمیر یا انتقال آن‌ها انجام دهند.
تاکنون شش شاتل به نام‌های انترپرایز، کلمبیا، چلنجر، دیسکاوری، آتلانتیس و اِندِور ساخته شده‌اند که شاتل نخست (انترپرایز)، آزمایشی بود و قابلیت پرواز در فضا را نداشت. از میان پنج شاتل دیگر نیز چلنجر و کلمبیا دچار سانحه شدند و فقط سه شاتل دیسکاوری، آتلانتیس و اِندِور تا سال ۲۰۱۱ مشغول به کار بودند. به دلیل دو سانحه که باعث کشته شدن ۱۴ فضانورد و از دست رفتن ۲ فضاپیمای شاتل شد (فضاپیمای چلنجر در سال ١٩٨۶ و فضاپیمای کلمبیا در سال ٢٠١٠)، ناسا در سال ۲۰۱۱ میلادی شاتل را بازنشسته کرد.

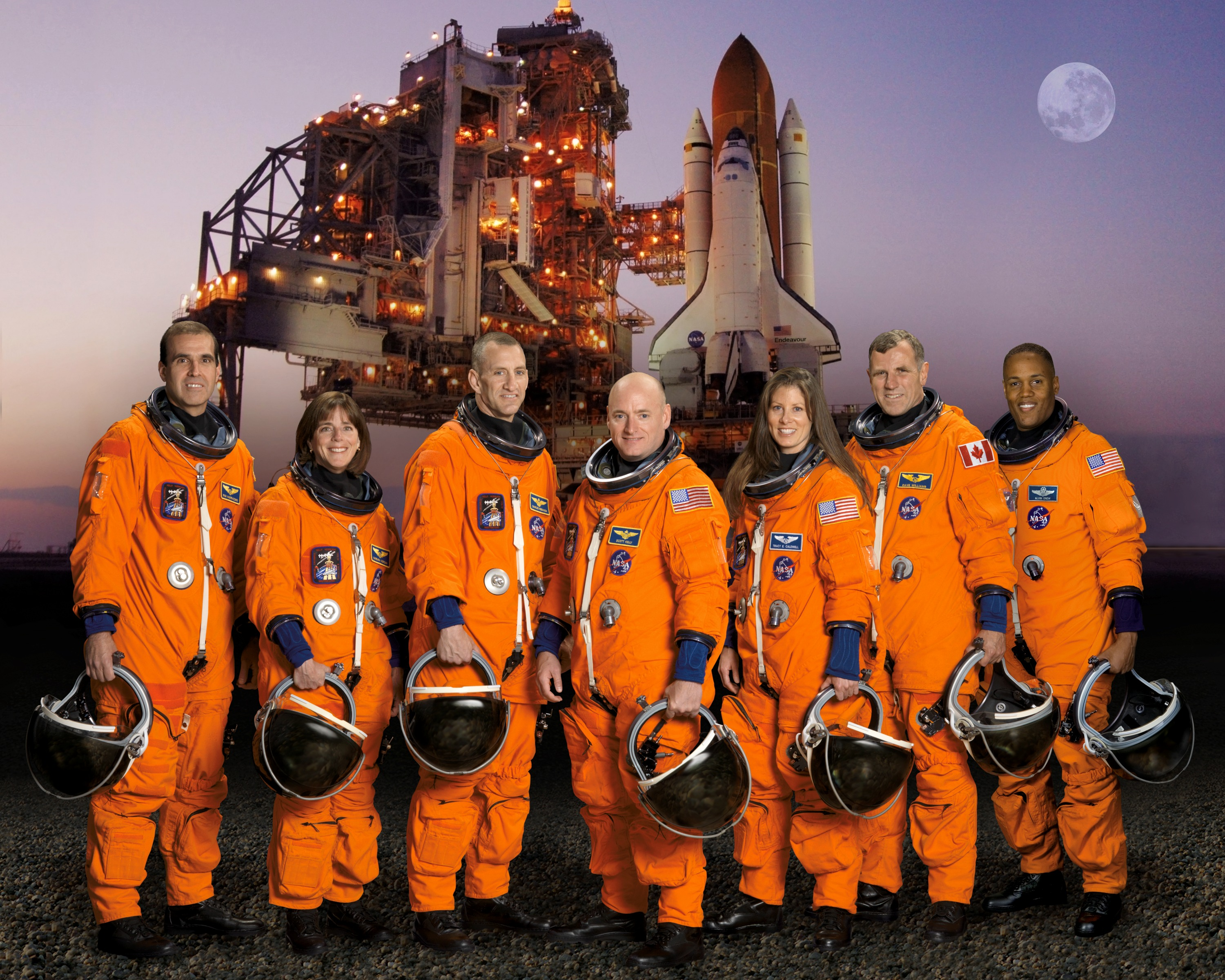
فضانوردان مأموریت اس‌تی‌اس-۱۱۸

پس از کنار گذاشته شدن شاتل‌ها، ماموریت‌های فضایی برای جابجایی فضانوردان و تجهیزات به ایستگاه بین المللی فضایی (ISS)، توسط فضاپیمای روسی سایوز (به روسی: Союз)  (به انگلیسی: Soyuz)،  انجام می‌شوند.
شاتل‌های فضایی بسیار پرهزینه بودند، به‌طوری‌که فقط پرتاب آن پانصد میلیون دلار هزینه دربرداشت و این، غیر از هزینه‌های نگهداری و تعمیرات آن بود. همین هزینه‌های سنگین موجب شد تا روسیه از فضاپیمای بوران خود که یک کپی از شاتل بود استفاده نکند. بوران با قدرت حمل ۳۰ تن تجهیزات و استفاده از امکانات ناوبری پیشرفته، قابلیت‌های بالاتری از همتای آمریکایی خود داشت؛ اما به دلیل هزینه‌های بسیار بالا، روسیه از آن استفاده نکرده‌است.

## اجزای شاتل
مدارپیما (یا مدارگرد) که گاهی به تنهایی شاتل فضایی خوانده می‌شود، همان وسیله هواپیماشکلی است که به زمین بازمی‌گردد و فرود می‌آید. بوسترهای پیشران جامد پس از فاز اولیه پرتاب جدا شده و در دریا سقوط می‌کنند تا دوباره مورد استفاده قرار گیرند. مخزن خارجی شاتل فضایی هم که معمولاً در تصاویر با رنگ نارنجی مشخص است، پس از فاز نهایی پرتاب از مدارپیما جدا شده و در جو متلاشی می‌شود. شاتل فضایی قادر است تا محموله ۲۴٬۴۰۰ کیلوگرمی را تا مدار ۲۰۴ کیلومتری حمل کند. اگر محموله برای ایستگاه فضایی بین‌المللی باشد که در ارتفاع حدود ۴۰۰ کیلومتری قرار دارد، این قابلیت حمل به ۱۲٬۵۰۰ کیلوگرم کاهش می‌یابد. برای مدار انتقالی زمین‌ثابت، قابلیت حمل محموله به ۳٬۸۱۰ کیلوگرم می‌رسد. این آمار برای شاتل‌های بعد از سانحه چلنجر ارائه شده‌است. تا قبل از چلنجر، قابلیت حمل محموله حدود ۱۵ درصد بیشتر بود که بعد از آن در جهت افزایش ایمنی عملیات این قابلیت حمل کاهش یافت [۵]. البته مدارگردهای مختلف به لحاظ وزنی اندکی با هم متفاوتند که این مسئله می‌تواند روی قابلیت حمل محموله مؤثر باشد. همچنین در طول بیش از دو دهه برنامه شاتل فضایی، وزن قسمت‌هایی از این وسیله مانند مخزن خارجی نیز چند بار کم شده‌است، که این مسئله هم بر روی توانایی شاتل در حمل محموله مؤثر بوده‌است.

### مدارپیما
وظیفه اصلی مدارپیمای شاتل حمل فضانوردان و محموله‌ها به فضا و بازگرداندن آن‌ها به زمین است. این بخش شاتل شبیه به یک هواپیما با دو بال دلتا و دمی عمودی است. مدارپیما به هنگام بازگشت به زمین درست مانند یک هواسُر عمل می‌کند و بدون هیچ‌گونه نیروی پیشران بر روی باند فرود می‌آید.
مدارپیما از سه قسمت اصلی تشکیل شده‌است. در قسمت جلویی آن کابین کنترل و محل استقرار فضانوردان قرار دارد.
قسمت میانی مدارپیما با دارا بودن فضایی خالی با طول زیاد، بستری برای حمل محموله‌ها است.
در قسمت عقبی شاتل نیز سه موتور پیشران مایع قرار دارند که در هنگام پرتاب از مخزن سوخت خارجی تغذیه شده و بخشی از نیروی رانش مرحله اول و تمام نیروی مرحله دوم پرتاب را تأمین می‌کنند.
هر یک از این موتورها، نیروی رانشی معادل ۱/۲ میلیون نیوتن در خلاء و ۶۷/۱ میلیون نیوتن را در سطح دریا تأمین می‌کنند. نسبت سوخت (هیدروژن مایع) به اکسیدکننده (اکسیژن مایع) در آن‌ها ۶ به ۱ است.
تمام مدارپیماها دارای ابعاد کاملاً یکسانی هستند و تنها از نظر برخی ویژگی‌های سامانه‌ای با هم تفاوت دارند. مدل‌های جدیدتر به لحاظ سازه‌ای سبک‌تر شده‌اند و بنابراین قابلیت حمل سامانه و محموله آن‌ها افزایش پیدا کرده‌است. همین تفاوت‌ها باعث می‌شود تا به لحاظ قابلیت مأموریت نیز تفاوت‌هایی داشته باشند. هر مدارگرد برای حمل ۴ تا ۷ فضانورد (که دو نفر آن‌ها حتماً خلبان هستند) طراحی شده‌است. گرچه مأموریت با ۸ فضانورد نیز تجربه شده‌است. مدارگردها قادر هستند در موارد اضطراری تا ۱۱ نفر را نیز با خود به زمین بازگردانند.
هر مدارگرد دارای سامانه‌ای موسوم به سامانه مانور مداری است که برای مانورهای مداری آن در فضا طراحی شده‌است. این سامانه که در قسمت عقب (کنار دم) مدارگرد تعبیه شده، از دو موتور پیشران مایع هر یک با نیروی رانش ۲۶٬۷۰۰ نیوتن تشکیل شده‌است. در کنار این سامانه مداری، سامانه کنترل عکس‌العملی شامل ۲۴ پیشرانه ۳٬۸۷۰ نیوتنی وچهار موتور ورنیه نیز بکار گرفته شده‌است. علاوه بر همه اینها، ۱۴ پیشرانه فضایی و دو موتور ورنیه نیز در قسمت دماغه شاتل وجود دارند. همه این پیشرانه‌ها از پیشران مایع مونومتیل هیدرازین و تترا اکسید نیتروژن استفاده می‌کنند. سازه مدارگرد بیشتر از آلومینیوم ساخته شده‌است اما سازه‌های پشتیبان موتورهای راکتی آن بیشتر از آلیاژ تیتانیوم هستند.
بازوی رباتی یا جایگذاری از راه دور نیز که پیشتر توضیح داده شد، یکی از سامانه‌های جانبی مهم مدارگرد است که در طول بستر بار آن قرار دارد.
یکی از مهم‌ترین و حساس‌ترین بخش‌های مدارگرد، کاشی‌های عایق حرارتی هستند که در زیر بدنه، بال و دماغه شاتل به‌صورت سرتاسری نصب می‌شوند تا در هنگام ورود مجدد مدارگرد به زمین جلوی نفوذ حرارت چندین هزار درجه‌ای را به شاتل بگیرند. سانحه دوم شاتل فضایی (کلمبیا) به خاطر نقص به وجود آمده در همین عایق‌ها بود.

## ابعاد
الف :طول بدنه حدود ۳۷ متر
ب:فاصله، بین دو سر بال حدود ۲۳ متر
ج:ارتفاع ایستاده روی سکوی پرتاب ۱۷ متر
د:وزن تقریبی: ۶۸ تن

### موشک تقویت‌کننده سوخت جامد
دو موشک تقویت‌کننده (بوستر) پیشران جامد شاتل فضایی به رنگ سفید بوده و در طرفین مخزن خارجی نصب می‌شوند. این دو بوستر نقش اصلی را در مرحله اول پرتاب شاتل فضایی بر عهده دارند. بوسترها در نهایت پس از گذشت ۲ دقیقه تهی از سوخت گردیده و جهت سبک‌سازی سامانه و در ارتفاع حدود ۴۵٬۷۰۰ متری (۱۵۰٬۰۰۰ پایی) از شاتل فضایی جدا می‌شوند. چتر شان باز شده و در آب‌های اقیانوس می‌افتند.
سپس به وسیله یدک‌کش‌های مخصوص، از آب گرفته شده، جهت بازیافت و استفاده مجدد مورد بهره‌برداری قرار می‌گیرند.
نوع سوخت:
پیشران بوسترها (نوع سوخت موتورهای تقویتی) از نوع جامد است. ۱۶ درصد پودر آلومینیوم اتمیزه شده به عنوان سوخت، ۸٫۶۹ درصد پرکلرات آلومینیوم به عنوان اکسیدکننده، ۲٫۰ درصد اکسید آهن به عنوان کاتالیزور، ۱۲ درصد اسید اکریلونیت به عنوان بایندر و ۲ درصد اپوکسی(€=چسب دوقلو، چسب ترکیبی) به عنوان ماده مخصوص سوخت هستند. ترکیبات با درصدهای بالا، مجموعاً سوخت این پیشران‌ها را تشکیل می‌دهند.
هر بوستر در راستای طولی از پنج قسمت مجزا تشکیل شده که در هنگام آماده‌سازی برای پرتاب مونتاژ می‌شوند.
در بخش نوک بوسترها چند موتور راکتی کوچک در جهت معکوس تعبیه شده‌اند تا هنگام جدایی، جهت جلوگیری از برخوردشان با شاتل عمل‌کنند. ضمناً بوسترها با استفاده از سامانه نازل متحرک خود، هنگام پرتاب نیز نقش عمده‌ای در کنترل حرکت کل شاتل (مرحله اول=پرتاب) ایفا می‌کنند.
علت اصلی بروز سانحه انفجار چلنجر، ۷۳ ثانیه پس از پرتاب چلنجر، نقص در یکی از این اورینگ‌ها بودواشر عایق حلقه‌ای (O-Ring) چون عایق بخش انتهایی یکی از بوسترها معیوب بود. بعد از این حادثه، تغییرات زیادی به لحاظ مهندسی در سامانه بوسترها صورت پذیرفت.

### مخزن پیشران خارجی (نارنجی رنگ)
مخزن خارجی شاتل فضایی، محفظه‌ای است برای نگهداری مجزای هیدروژن مایع و اکسیژن مایع از همدیگر تا که در موتورهای راکتی پیشران مایع نصب شده در پشت مدارپیما، تزریق بشوند. این مخزن عظیم در اولین شاتل‌ها سفیدرنگ بود. اما بعد از این که مشخص شد این رنگ هیچ اثر مثبت مکانیکی بر روی مخزن ندارد، از رنگ زدن آن خودداری شد تا بدین ترتیب، ۲۷۲ کیلوگرم از وزن آن کاسته شود. بازتاب رنگ نارنجی ازین مخزن؛ مربوط به رنگ پرایمر آن است. (منظور همان رنگ آستری یا به اصطلاح ضدزنگ است).
پس از جدایش بوسترها (دو مخزن سفید کوچکتر) در انتهای مرحله اول پرتاب و در ارتفاع ۴۵ کیلومتری، مدارگرد با استفاده از -سوخت مایع پیشران- موجود در این مخزن، تا ارتفاع ۱۱۳ هزار متری بالا می‌رود. حدود هشت الی ۸:۳۰ ثانیه پس از لحظه پرتاب
و ۱۰ ثانیه بعد از خاموشی موتورهای راکتی عقبی مدارگرد، این مخزن نیز جدا و در هوا متلاشی می‌شود و برخی بقایای آن در اقیانوس هند یا اطلس سقوط می‌کنند. (یکبارمصرف)
این مخزن حاوی ۵٫۱ میلیون لیتر اکسیژن مایع و ۵٫۰ میلیون لیتر هیدروژن مایع در هنگام پرتاب است. پوسته مخزن با ضخامت دو و نیم سانتی‌متر، پوششی از فومِ [پلی‌ایزوسیانورات] دارد. جنس مخازن هیدروژن و اکسیژن آن از آلومینیوم ۲۰۹۰ و ۲۱۹۵ است که برای نگهداری مایعات کرایوژنیک بسیار مناسب است. مخازن اکسیژن و هیدروژن آن به گونه‌ای طراحی شده‌است که جلوی تلاطم مایعات، در داخل آن‌ها گرفته شود.
طول این مخزن ۹٫۴۶ متر = 946 cm و قطر آن ۴٫۸ متر =480cm است. وزن خالی آن بارها دستخوش تغییر شده اما حدوداً ۲۶ تن است. سازه مخزن به نوعی رابط و پشتیبانی برای کلیه قطعات مجموعه‌است. (مانند شاسی ماشین)

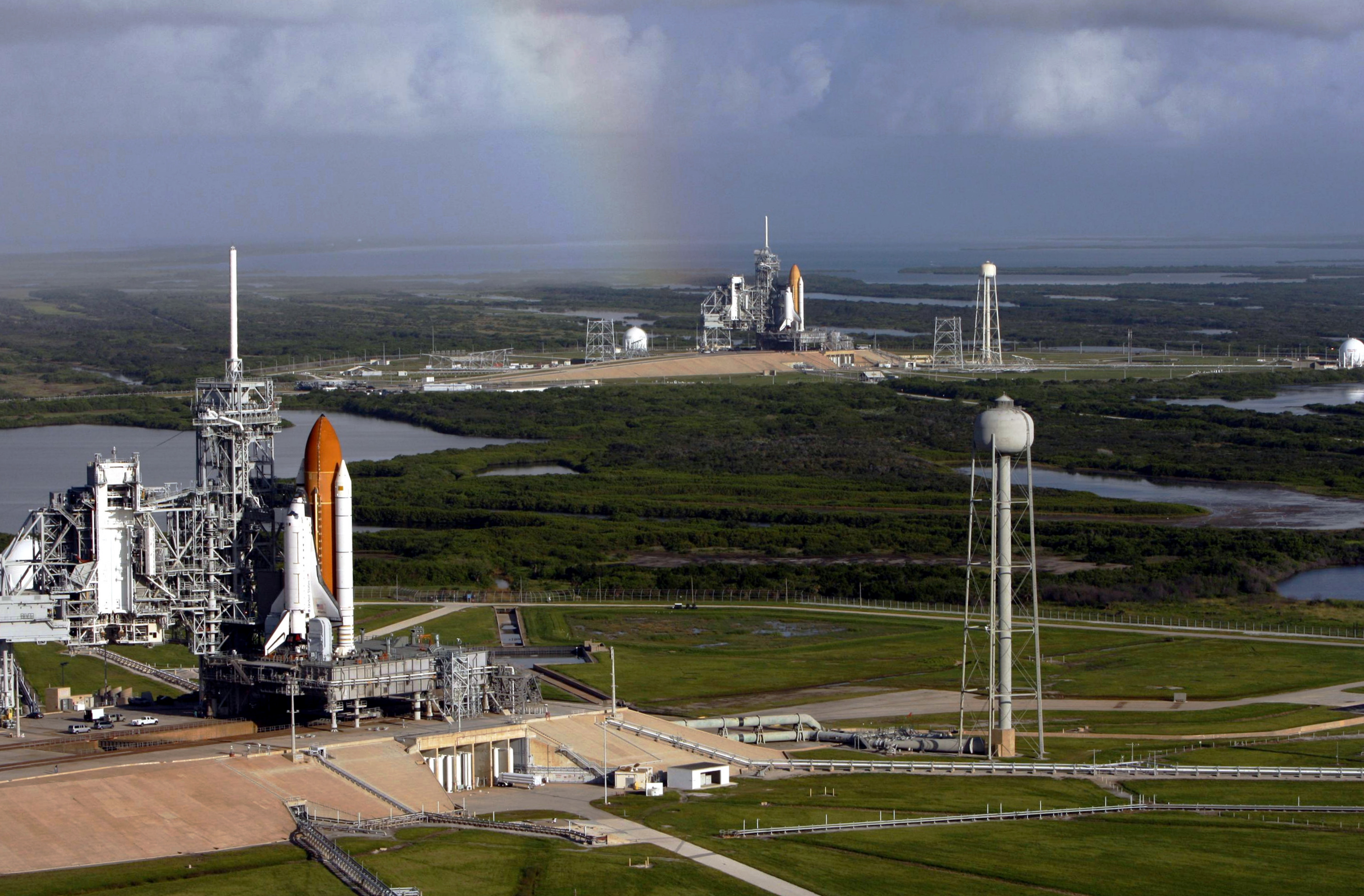
فضا پیمای آتلانتیس در سکوی پرتاب A در پایگاه فضایی کندی دیده می‌شود. در زمینه پشتی عکس فضا پیمای اندور در سکوی پرتاب B در حال آماده باش (جهت انجام عملیات نجات در صورت بروز حادثه احتمالی) دیده می‌شود (سال ۱۹۹۸).

## آزمایشگاه فضایی

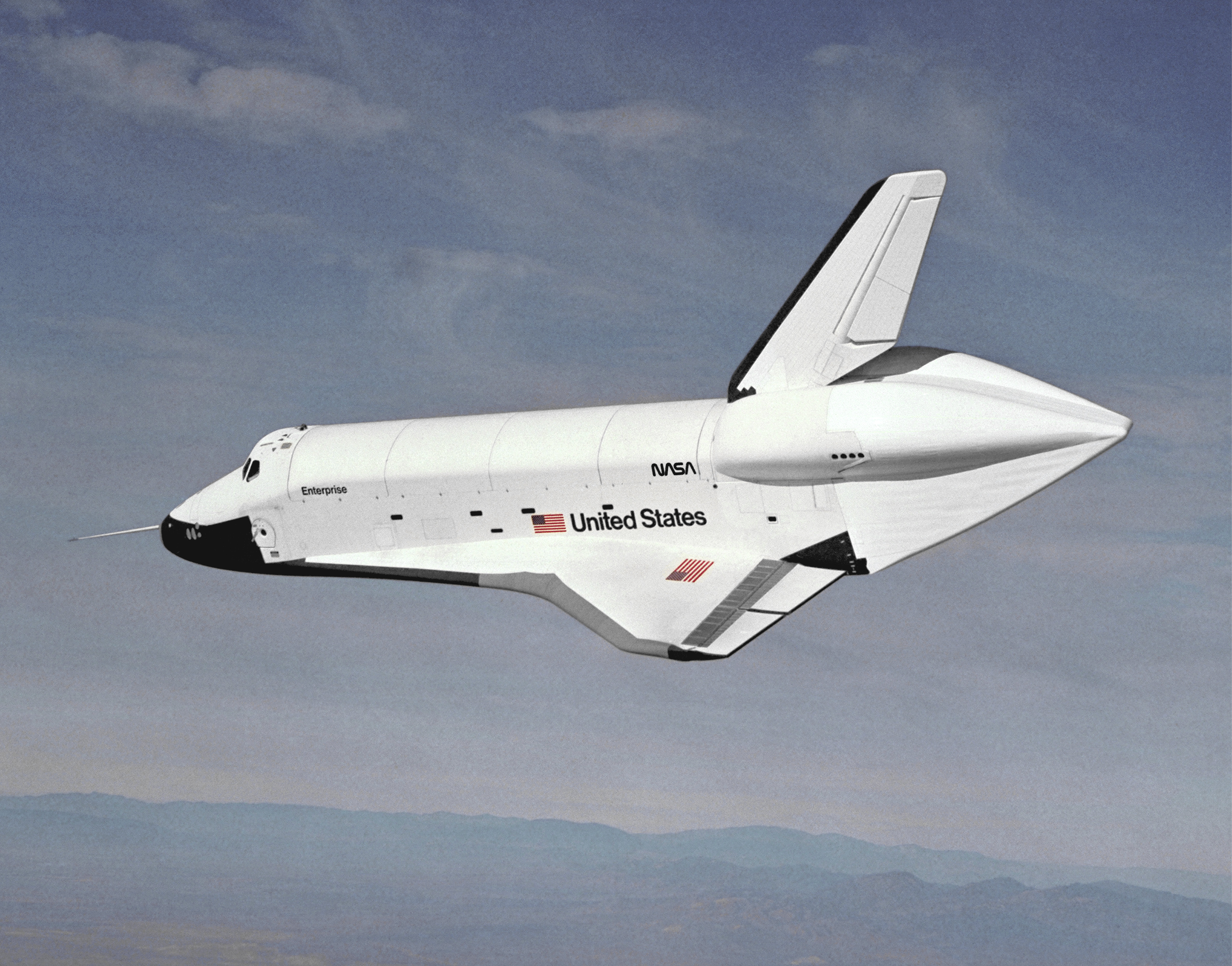
یک شاتل فضایی در حال پرواز

آزمایشگاه فضایی آزمایشگاه ویژه‌ای است که درون مخزن محموله مدارپیما جای می‌گیرد تا با ایجاد فضای اضافی دانشمندان بتوانند در فضا آزمایش کنند این آزمایشگاه بنا به نوع آزمایش‌های هر سفر مجهز می‌شود آزمایشگاه فضایی همچنین بخش‌های روبازی
دارد که برای مطالعه فضا و زمین هستند این آزمایشگاه متراکم از طریق مجرای هوابند به مدارپیما متصل می‌شود.
تمامی مدارپیماها نامگذاری شده‌اند. اولین آن‌ها به نام انترپرایز از نام سفینه فضایی مجموعه تلویزیونی پیشتازان فضا (استارترک) اقتباس شد. انترپرایز برای مقاصد آزمایشگاهی ساخته شده بود ولی هیچگاه به مدار نرفت هر چند که چندین بار در بالای یک فروند بوئینگ ۷۴۷ پرواز کرد در سال ۱۹۷۷ انترپرایز از ارتفاع ۶۷۰۰ متری (۲۲هزار پایی) رها شد و سالم به زمین نشست. ناوگان کنونی شامل سه مدارپیمای دیسکاوری، آتلانتیس و اندیور است.

## فاجعه‌های شاتل فضایی

### فاجعه چلنجر
در ۲۸ ژانویه سال ۱۹۸۶ میلیون‌ها بیننده تلویزیون در سراسر جهان با وحشت شاهد انفجار شاتل فضایی چلنجر در کمتر از ۲ دقیقه بعد از پرتابش بودند. این شاتل کاملاً منهدم شد و همه ۷ فضانورد آن کشته شدند. یکی از آن فضانوردان به نام کریستیا مک‌آلیف اولین معلمی بود که به فضا سفر می‌کرد. بررسی دربارهٔ این فاجعه آشکار نمود که عایق (واشر آببندی) میان ۲ بخش موشکهای تقویت‌کننده جدا شونده، باعث نشت گاز و آتش‌گیری شاتل شده بود. پس از این رویداد برنامه فضایی شاتل به مدت سه سال متوقف شد تا ایمنی آن بهبود یابد.

### فاجعه کلمبیا
در سال ۲۰۰۳ میلادی، شاتل کلمبیا هنگام بازگشت به زمین به خاطر آسیب دیدگی بال چپ منفجر شد و تمامی ۷ فضانورد آن کشته شدند.

### بازنشستگی
پس از ۲ سانحه مرگبار، ناسا فضاپیماهای شاتل را در سال ۲۰۱۰ بازنشسته کرد.

## شاتل‌های ساخته شده
- فضاپیمای انترپرایز (آزمایشی)
- فضاپیمای دیسکاوری (آمریکا) بازنشسته، در مرکز هوافضای استیون ادوار هیزی، از ضمایم فرودگاه بین‌المللی دالس واشینگتن که از زیرمجموعه‌های موزه ملی هوافضای اسمیتسونین هست، نگهداری می‌شود.
- فضاپیمای آتلانتیس (آمریکا) بازنشسته، در مرکز فضایی کندی نمایش داده می‌شود.
- فضاپیمای اندور (آمریکا) بازنشسته، در مرکز (موزه) علوم کالیفرنیا در لس آنجلس نمایش داده می‌شود.
- فضاپیمای کلمبیا (آمریکا) (در مأموریت فضایی از بین رفته‌است)
- فضاپیمای چلنجر (آمریکا) (در مأموریت فضایی از بین رفته‌است)
- بوران (روسیه)

## در فرهنگ و اجتماع
سرویس پست آمریکا محصولات پستی متعددی را که تصویر شاتل فضایی را دارند ارائه کرده‌است. اولین تمبر پستی در این زمینه در سال ۱۹۸۱ رونمایی شد که اکنون در موزه ملی پستی (آمریکا) قرار دارد.